# Synanthedon cubana
Synanthedon cubana is een vlinder uit de familie wespvlinders (Sesiidae), onderfamilie Sesiinae.
Synanthedon cubana is voor het eerst wetenschappelijk beschreven door Herrich-Schäffer in 1866. De soort komt voor in het Neotropisch gebied.